# Референдум в Финляндии (1994)
Референдум в Финляндии 1994 года (фин. Suomen EU-kansanäänestys) — общенациональный референдум в Финляндии о вхождении страны в Европейский союз, проведённый 16 октября 1994 года. Вопрос звучал следующим образом:

Должна ли Финляндия стать членом Европейского союза в соответствии с заключенным соглашением (соглашением о присоединении)?
Оригинальный текст (фин.)Tulisiko Suomen liittyä Euroopan unionin jäseneksi neuvotellun sopimuksen (liittymissopimuksen) mukaisesti?

Решение о вхождении страны в Европейский союз было одобрено 56,9 % голосами граждан, при явке населения, имеющего право голоса — 74,0 %.
В силу автономного статуса, Аландские острова 20 ноября 1994 года провели свой референдум, также одобривший вхождение страны в Европейский союз.
| Голосование             | Количество чел. | %    |
| ----------------------- | --------------- | ---- |
| За                      | 1,620,726       | 56.9 |
| Против                  | 1,228,261       | 43.1 |
| Недействит./пустые      | 12,578          | -    |
| Всего                   | 2,861,565       | 100  |
| Ресурс: Nohlen & Stöver |                 |      |

За выступили СДПФ, Национальная коалиция, Партия центра, ШНП, Либералы. Против —  Сельская партия и ХНП. Зелёные и Левые были нейтральны.